# مصالحة بيئية

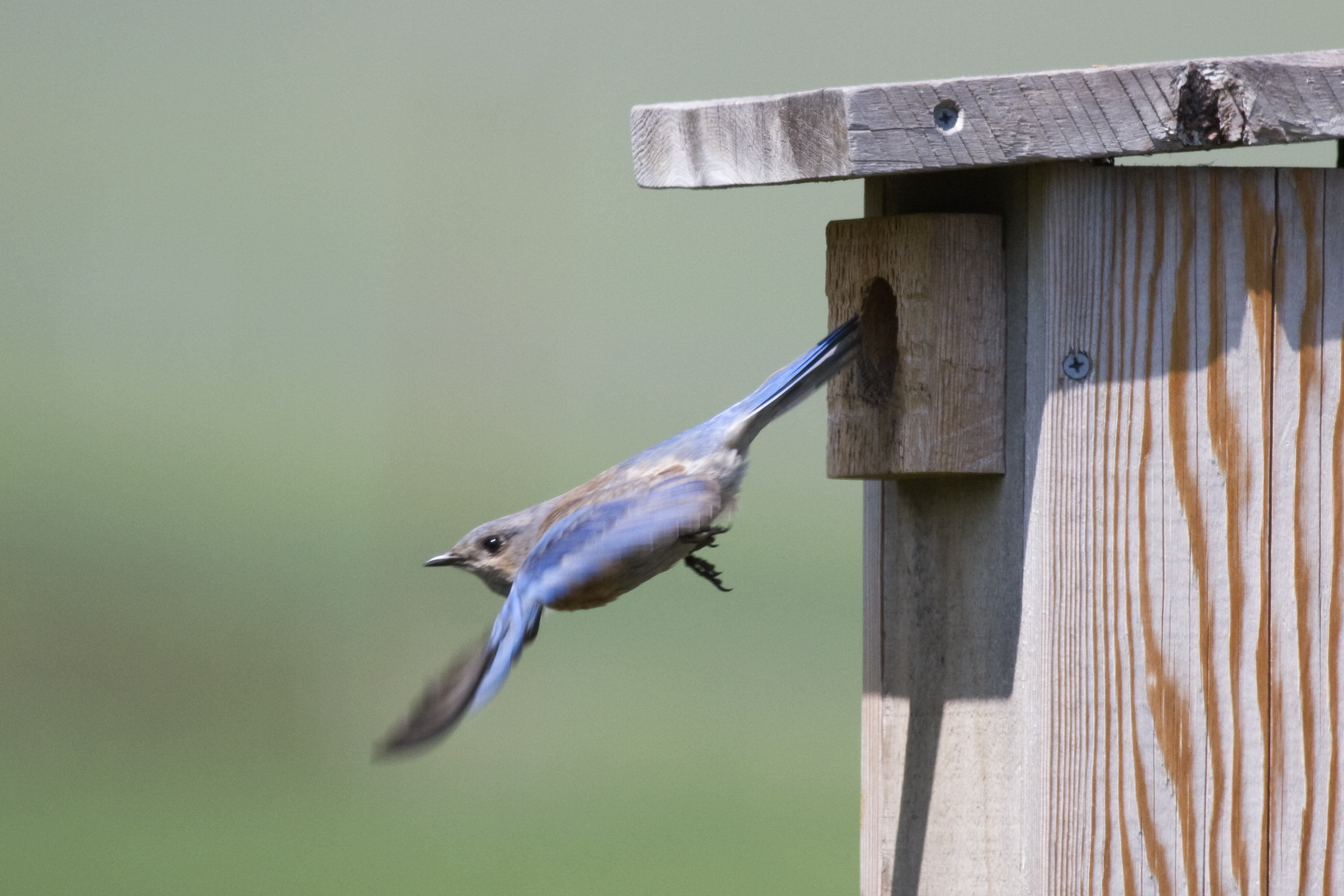
من النماذج البسيطة علي المصالحة البيئية:بناء صناديق العش يزيد كثافة الطيور الزرقاء في المناطق التي تكون فيها تجاويف الأشجار الطبيعية نادرة بسبب الحراجة قصيرة الدوران للغابات

المصالحة البيئية أحد فروع علم البيئة يهتم بدراسة طرق تحفيز التنوع الحيوي في الأنظمة البيئية التي يتدخل فيها الإنسان.يعتبر«مايكل روزنزويغ» هو أول من تكلم بوضوح عن هذا المصطلح في كتابه «البيئة الرابحة» استنادًا إلي النظرية التي تفترض عدم وجود مساحة كافية لحفظ التنوع الحيوي للأرض ضمن محميات طبيعية محددة؛ لذلك يجب على الإنسان الاهتمام بزيادة التنوع الحيوي في المحميات الطبيعية التي يسيطر عليها وإدارتها بطرق لا تقلل من الاستفادة منها، فهي حالة مكسب للجانبين؛ الاستخدام البشري والتنوع الحيوي الأصلي.
ويعتمد هذا العلم علي التأسيس البيئي لامتدادات الاستخدام البشري للأراضي والمناطق المعينة وعلاقتها ببعض أنواع الكائنات الحية، بالإضافة أن له فوائد كثيرة غير حماية التنوع البيولوجي وهناك العديد من الأمثلة له في جميع أنحاء العالم؛ حيث يمكن بالفعل العثور على جوانب المصالحة البيئية في التشريع القضائي إلا أن هناك تحديات في القبول العام والنجاح البيئي لمحاولات المصالحة.

## الأساس النظري

### اتجاهات الاستخدام البشري للأراضي
المقال الأصلي: قائمة قضايا بيئية
الحفظ التقليدي يتضمن التحفظ والاستعادة، التحفظ بمعنى وضع الأراضي النقية (البكر) جانبًا بغرض حفظ التنوع الحيوي فقط أما الاستعادة فتعني إعادة النظم البيئية المتضررة بتدخل الإنسان إلى حالتها الطبيعية. ومع ذلك يرى علماء البيئة في المصالحة أن هناك نسبة كبيرة جدًا من الأراضي التي تأثرت بالفعل من قِبَل البشر حتى تنجح هذه التقنيات.
يتراوح تقدير حجم الأراضي  التي تضررت بالاستخدام البشري من 39 إلى 50% حيث يصعب قياسها بدقة. هذه الأراضي تشمل الأراضي الزراعية والمراعي والمناطق المدنية المتحضرة وأنظمة الغابات المقطوعة بشكل كبير ويجري فعلًا زراعة حوالي 50% من الأراضي الصالحة للزراعة.
ازدادت معدلات تشوه الأراضي بصورة متسارعة في الخمسين عامًا الماضية ومن المتوقع استمرار زيادتها بمعدلات أكثر. هذه الزيادة أدت إلي تضرر الدورات البيوجيوكيميائية - أو تدوير المواد وهو مسار تتنقل بواسطته المادة الكيميائية عبر الأجزاء الحيوية (المحيط الحيوي) والأحيائية (الغلاف الصخري والغلاف الجوي والغلاف المائي) للأرض- عالميًا وإحداث تغيرات في معظم المناطق النائية.
تشمل هذه التغييرات إضافة المغذيات كالنيتروجين والفسفور وأيضًا الأمطار الحمضية وتحمض المحيط وإعادة توزيع الموارد المائية وزيادة ثاني أكسيد الكربون في الغلاف الجوي، كما قام البشر بتغيير تركيبات الأنواع في المحميات الطبيعية التي لاتخضع مباشرة لسيطرتهم وذلك باستحداث أنواع جديدة من الكائنات أو بصيد الأنواع المحلية. وقد تمت مقارنة هذه الأنواع الجديدة بالانقراضات الجماعية السابقة وأحداث تميز الأنواع الناتجة عن اصطدام القارات وتشكل الجسور البرية بينها.

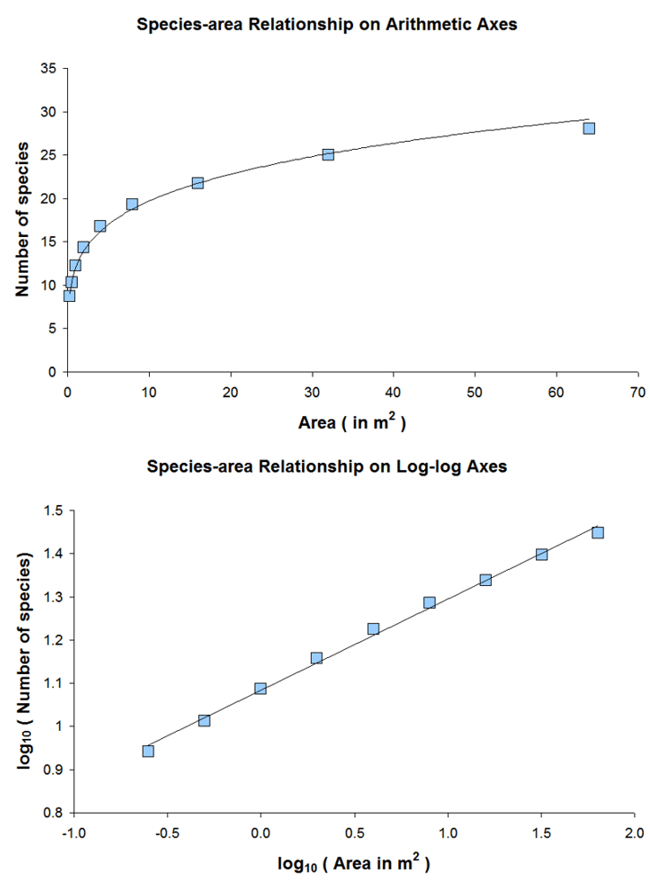
العلاقة بين الأنواع و مواطنها للمناطق المتجاورة

### العلاقات البيئية بين الأنواع ومناطق تواجدها
تأتي أهمية علم المصالحة البيئية من اختلاف توزيع أنماط الأنواع الحية ويعتبر منحني العلاقة بين الأنواع ومواطنها أكثر علاقة رياضية تصل هذه الأنماط ببعضها.

## الفوائد
يعتقد المختصون بهذا العلم أن زيادة التنوع الحيوي داخل المحميات الطبيعية التي يسيطر عليها الإنسان ستساهم في زيادة التنوع الحيوي عالميًا وهو أفضل مقارنة بالتحفظ التقليدي؛ لأنه سيعوق التصرف البشري في هذه المناطق وبالتالي يكون أكثر قبولًا لأصحاب المصلحة والجهات المعنية.

## الأمثلة
العديد من النباتات والحيوانات المحلية التي تميز المحميات الطبيعية الخاضعة لسيطرة الإنسان كانت غير مقصودة ولكن يمكن تعزيزها كجزء من بيئة المصالحة. البعض الآخر هو إعادة تصميم مقصود للمناظر الطبيعية لاستيعاب التنوع البيولوجي المحلي بشكل أفضل وقد استمر ذلك لمئات السنين، ويشمل أيضًا أمثلة في النظم الزراعية والأنظمة الحضرية وشبه الحضرية والأنظمة البحرية وحتى المناطق الصناعية.

## التحديات
بينما يهدف هذا العلم إلي توجيه الإنسان للاهتمام بالتنوع الحيوي إلا أن الفكرة لم تلقي قبولًا واسعًا حتي الآن، ولا شك أنه من ضمن التحديات: إدراك الناس لمفهوم التنوع الحيوي وتغيير القواعد والسياسات المتعلقة بذلك مما يحسن وجهة نظرهم في اعتبار التنوع الحيوي عاملًا إيجابيًا في بيئتنا.